# Семь Сестёр (водопад)
Семь Сестёр (норв. De Syv Søstrene или Dei Sju Systrene, также известный как Knivsflåfossen) является 39-м по высоте водопадом в Норвегии. Водопад состоит из семи отдельных потоков за что и был прозван как «семь сестёр». С 2005 года является частью внесёного в список Всемирного наследия ЮНЕСКО Гейрангер-фьорда.

## Местоположение
Образован вдоль Гейрангер-фьорда в муниципалитете Странда в графстве Мёре-ог-Ромсдал, Норвегия. Водопад расположен к югу от исторической фермы Knivsflå, через фьорд со старой фермы Skageflå. Водопад находятся примерно в 6,5 километрах к западу от деревни Гейрангер.
На противоположном берегу от Семи Сестёр лежит одинокий водопад под названием «The Suitor» (норв.: Friaren) — «Жених», а чуть дальше — невесомая вуаль водопада «Фата невесты».

## Размеры
В рейтинге самых высоких водопадов Норвегии «Семь сестер» занимает 59 строчку. 
Максимальная высота 410 м, высота наибольшего падения 250 метров. Максимальна ширина — 223 м. Длина в горизонтальной плоскости — 213 м.

## Легенды
- Одна легенда о Семи сестрах заключается в том, что они игриво танцевали в горах, а напротив, через фьорд, стоял жених и флиртовал с ними издалека.
- Другая легенда рассказывает о том, что молодой викинг решил посвататься к одному семейству. Но в семье оказалось не одна незамужняя девушка, а целых семь сестер. Ему велели купить красивую фату и вернуться на следующий день, чтобы выбрать из них свою нареченную. Однако назавтра, придя с фатой, он не смог выбрать одну из семи красавиц. Так и не смог он двинуться с места, превратившись в водопад — прямо напротив того, в который превратились сестры, не дождавшиеся жениха. А рядом с водопадом, который так и называется — «Жених» — находится невесомый, похожий больше на водную пыль или на тончайшее полотно, водопад «Фата невесты»[2].
- Ещё одна легенда, но больше относящаяся к водопаду «Жених» описывает интересный образ водопада (воды спадают таким образом, что в центре водопада образуется силуэт бутылки): жених пришёл с фатой, но то ли не смог определиться с выбором, то ли отец так и не разрешил ему забрать одну из сестер, в итоге бедный жених «взялся за бутылку».